# لطفاً مرا خشنود کن (ترانه)
لطفاً مرا خشنود کن (به انگلیسی: Please Please Me) نام یک آهنگ از گروه راک انگلیسی بیتلز است که دومین تک‌آهنگ منتشر شده از آن‌ها در بریتانیا و اولین تک‌آهنگ آن‌ها در آمریکا می‌باشد.

## افراد
- جان لنون - آواز، گیتار ریتم، سازدهنی
- پل مک کارتنی - آواز، گیتار بیس
- جرج هریسون - آوازخوان همراه، گیتار لید
- رینگو استار - درامز
- جرج مارتین - تهیه کننده
- نورمن اسمیت - مهندسی صدا

- ایان مک دونالد